# Vassili Tropinine
Vassili Andreïevich Tropinine (en russe : Василий Андреевич Тропинин) est un peintre romantique russe, né le 30 mars 1776 dans le gouvernement de Novgorod et mort le 16 mai 1857 à Moscou.

## Biographie
Né serf, d'abord des comtes Munich puis de la comtesse Hercule Ivanovitch Markoff (qui lui assura toutefois une formation de peintre, au rebours des souhaits de son époux), il garda ce statut une grande partie de sa vie : il ne fut libéré que dans l'année de son 47e anniversaire, en 1823, et fut reçu académicien la même année.
Il s'installe alors à Moscou et y vit sans interruption jusqu'à sa mort. Son fils Arseni Tropinine devient peintre portraitiste également. 
Il est enterré au cimetière Vagankovo de Moscou.
Un musée Tropinine est ouvert à Moscou.

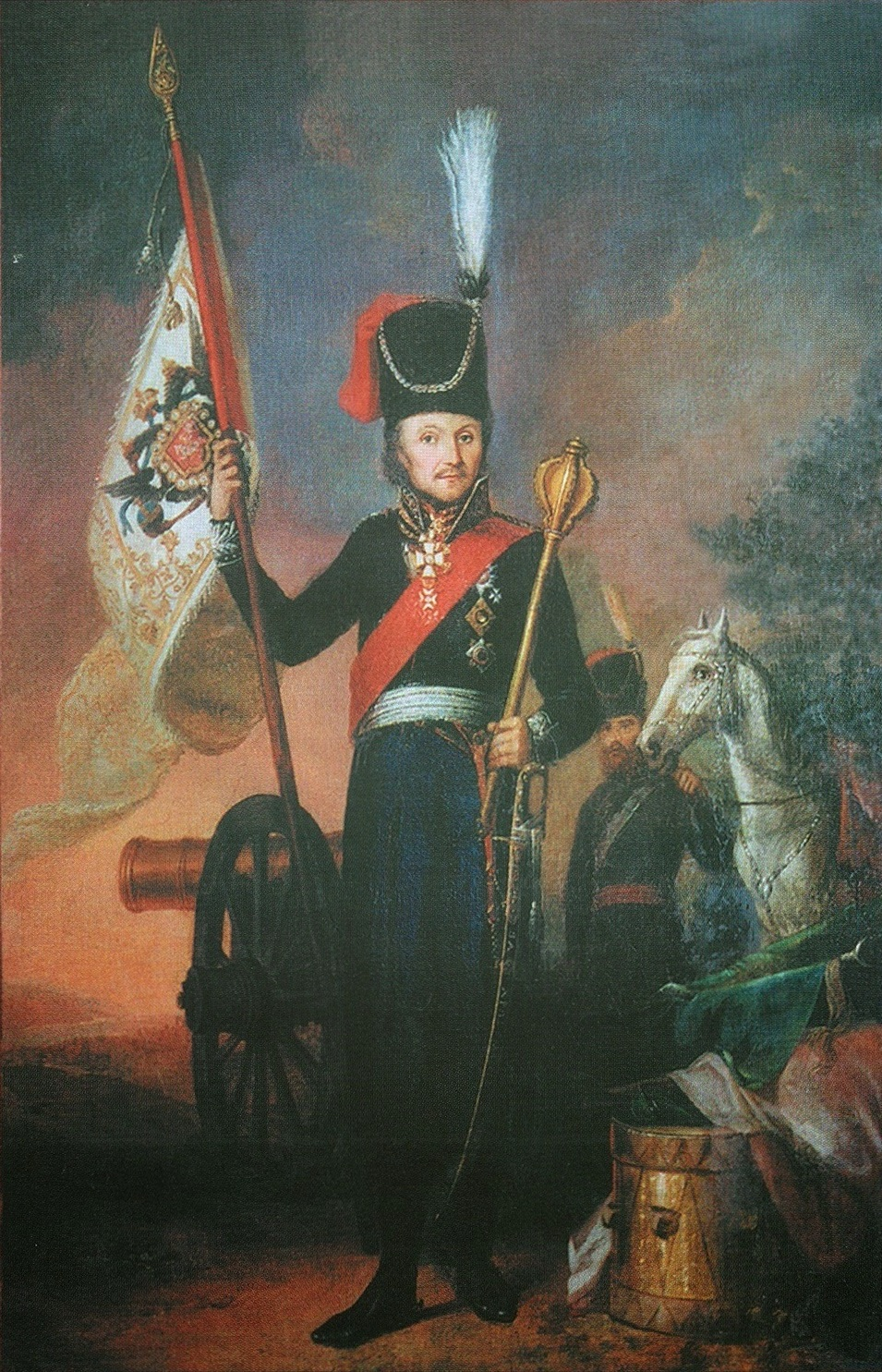
Matveï Platov au musée de Starotcherkasskaïa.
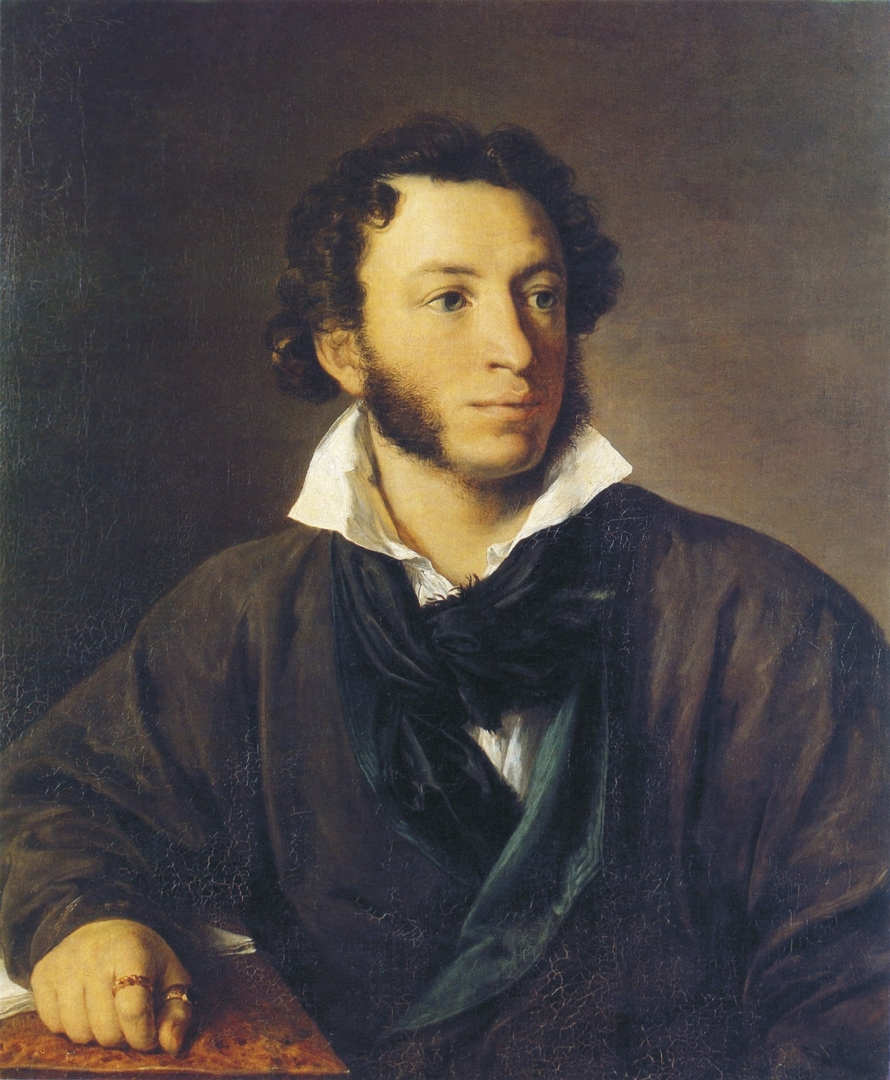
Portrait d'Alexandre Pouchkine, 1827
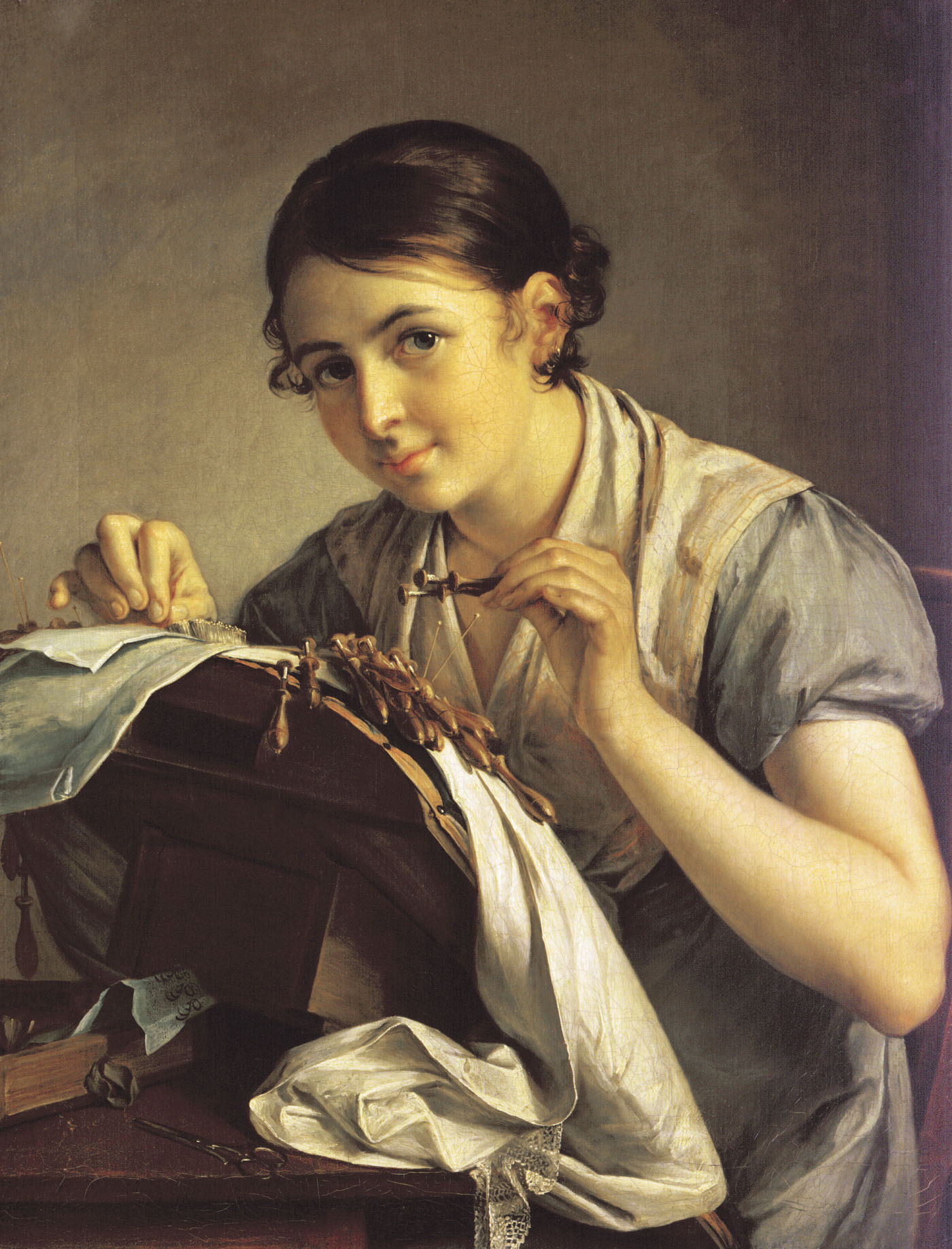
Dentellière travaillant la dentelle aux fuseaux
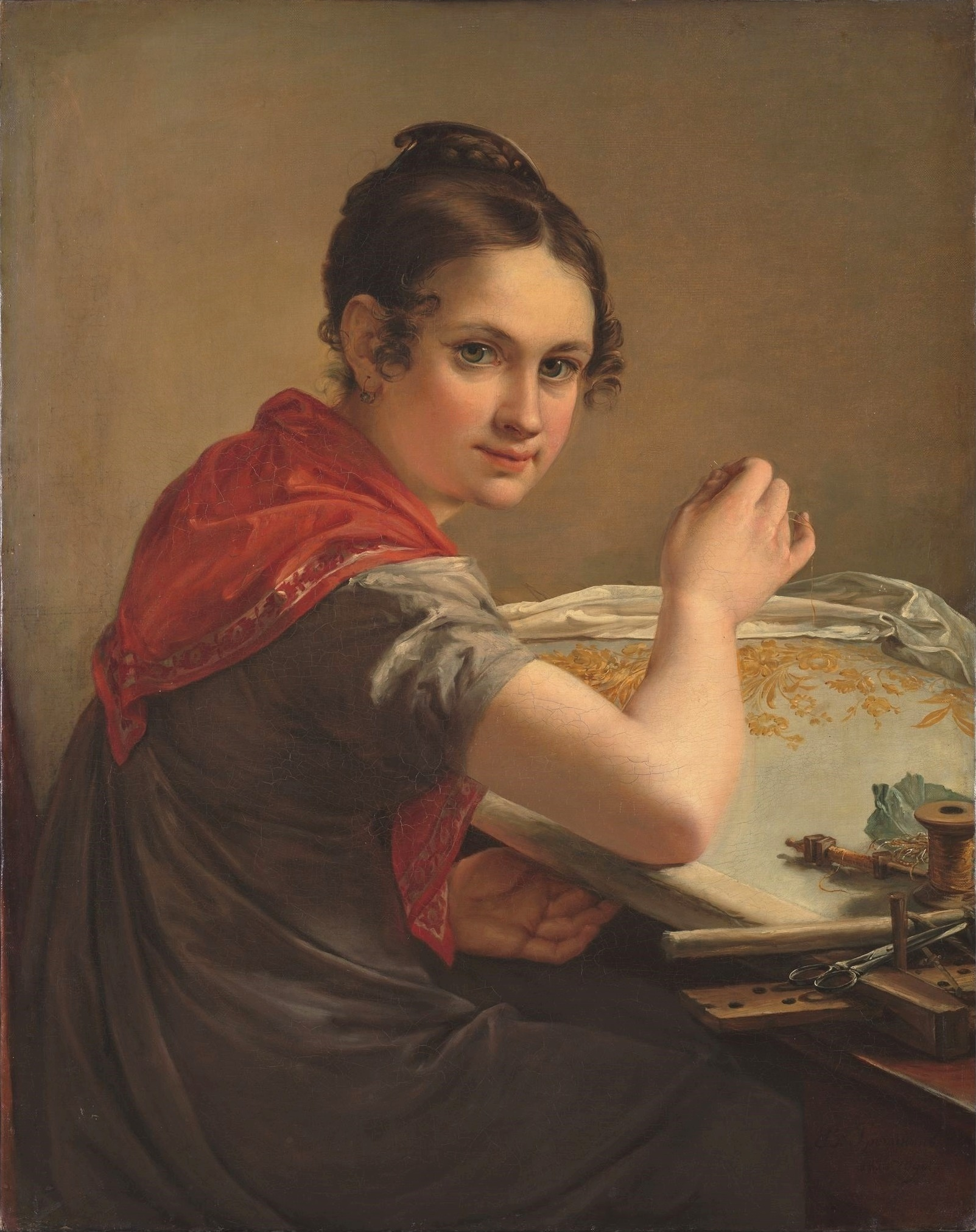
Brodeuse à l'ouvrage